# Kravlje
Kravlje (cyr. Кравље) – wieś w Serbii, w okręgu niszawskim, w mieście Nisz. W 2011 roku liczyła 831 mieszkańców.